# Emma, das geheimnisvolle Hausmädchen

Deckelillustration 1904

Heftumschlag

Emma, das geheimnisvolle Hausmädchen ist ein parodistischer Kolportageroman von Julius Stinde, der 1904 im Berliner Verlag Freund & Jeckel erschienen ist.

## Handlung
Die Gräfin Smoltopska, die eine geborene Siebenklietsch aus der Berliner Ackerstraße ist, muss auf der Suche nach ihrem Gatten, dem Grafen Smoltopski, in allen Erdteilen die gefährlichsten Abenteuer bestehen, in denen die tückische Frau Roldemolde die Tugend der edlen Emma bedroht, während der edle Herr Nordhäuser diese Bedrohungen zu neutralisieren bestrebt ist. Stinde häuft Unwahrscheinlichkeiten und Monstrositäten, grässliche Mordgeschichten und gröbliche Verführungssituationen an, um die engelsgleich unversehrt aus allen Fährnissen hervorgehende Emma, deren geheimnisvolle Herkunftshintergründe lange unaufgedeckt bleiben, als eine allen nur denkbaren Gefährdungen ausgesetzte Lichtgestalt erscheinen zu lassen. Alle Mätzchen und stilistischen Übertreibungen der Hintertreppenromane und Kolportageliteratur kommen hier in abermaliger Übertreibung verschwenderisch zur Anwendung. Das Buch endet für den Leser mit vielen offenen Fragen und ungelösten Rätseln. Es fehlt auch der gute und versöhnliche Ausgang, in dem die Bösen bestraft und die Guten ihren verdienten Lohn erhalten, vielmehr ist abzusehen, dass Emma und den anderen Figuren des Romans weitere bizarre Abenteuer bevorstehen.

## Das Gesinde-Thema
Auffällig oft werden in Emma die Themen „Gesinde“ und „Theater“ zumeist in enger Verbindung verwendet. Schon auf S. 4 liest man:

„Gerade in der Zeit, als die Leute vom Theater unter die Gesindeordnung gestellt wurden, erschien über Emma's künstlerische Leistung eine vernichtende Kritik, worin stand: bei dem Auftreten des Chors der Blumenmädchen wäre ihr Röckchen mindestens zwei Centimeter länger gewesen als die ihrer Kolleginnen, wodurch das ästhetische Gefühl der Parkettgreise auf das Empfindlichste verletzt worden sei.
Am nächsten Morgen sagte der Herr Direktor: "Siebenklietschen, Sie sind hiermit gekündigt. Nehmen Sie ihr Dienstbuch und meiden Sie mein Kunstinstitut."
Die Gräfin lächelte. Sie glaubte an einen Scherz. Als sie aber das Dienstbuch aufschlug und las: "Entlassen wegen Ueberschreitung des theatralischen Anstandes", stürzte sie besinnungslos dermaßen nieder, daß die Brillanten aus ihrem echten Schildpattkamme flogen. Als sie wieder zu sich kam, murmelte sie nur das eine Wort:
"Brotlos!"“

 Im Vorwort schreibt Stinde, „dass die ersten Lieferungen von Emma anläßlich der glänzenden, als Demonstration gegen die Einführung des sogenannten Gesindeparagraphen in die Theatergesetze von den Bühnenangehörigen Berlins arrangierten Gesindebälle erschienen.“ Die fünf erhaltenen Kolportagehefte mit Emma-Texten sind speziell für diese Gesindebälle geschrieben und gedruckt worden. Im Jahre 1896 wurden die Hefte gegen eine Spende zugunsten von Wilhelm Raabe ausgegeben, wobei immerhin 400 Mark zusammengekommen sind. Die „sogenannten Gesindeparagraphen“, die den Anlass für die Gesindebälle und für Stindes Emma gegeben haben, finden sich in der 1. Extra-Beilage zum 15ten Stück des Amtsblatts der Königlichen Regierung zu Potsdam und der Stadt Berlin. Ausgegeben den 10ten April 1885 abgedruckt. Von diesen Bestimmungen waren nun freilich auch die Theateragenten, welche die Schauspieler an die Bühnen vermittelten, betroffen. Die Bühnenkünstler wurden als zu vermittelndes Gesinde eingestuft und sollten, wie die Hausmädchen, ein Gesindebuch führen. Erst nach Verlauf von zehn Jahren ist eine kleine, ganz unerhebliche Korrektur vorgenommen worden, die im Amtsblatt der Königlichen Regierung zu Potsdam und der Stadt Berlin, Stück 24, den 14. Juni 1895, abgedruckt ist, mit der diese für Schauspieler ehrenrührige Bestimmung aufgehoben wurde. Der Text des Romans enthält (über die ständigen Anspielungen auf den Gesinde-Status der Schauspieler hinaus) eine große Fülle von Zeitbezügen, von satirischen Seitenhieben auf Unangenehmes und Verspottenswertes in Politik, Gesellschaft und Kultur. Je weiter diese Tagesaktualitäten in die zeitliche Ferne rücken, umso weniger können diese Anspielungen noch wahrgenommen und verstanden werden. Emma wird nach Ablauf weiterer 100 Jahre nur noch mit Hilfe kommentierender Erläuterungen verständlich sein.

## Form und Stil
Stinde hat die Kolportageliteratur seiner Zeit studiert und schon 1874 in der Hamburger Zeitung Reform einen Artikel über Schundliteratur mit dem Titel „Spieß und seine Gesellen“ veröffentlicht, in dem er vor den Geister- und Schauerromanen des Christian Heinrich Spieß warnt, jedoch in einem Tonfall, der den Spaß an der Befassung mit diesem Schrifttum ahnen lässt. In seiner Rolle als Direktor einer „Dicht-Lehr-Anstalt für Erwachsene“, die er sich im Allgemeinen Deutschen Reimverein zugelegt hatte, publizierte er unter dem Pseudonym „Theophil Ballheim“ einen Lehrbrief zum Thema Der Sensationsroman, in dem er Rezepte für die Herstellung eines solchen Literaturproduktes gibt. 

„Für diejenigen nun, die davon leben wollen, fragt es sich zuerst: welchen Roman soll man schreiben? Die Antwort lautet. Denjenigen, der die weiteste Verbreitung findet. Dies ist der Kolportage- oder Sensationsroman. Er wird nämlich in das Haus gebracht, oder, wie man auf Deutsch sagt, kolportirt. - Sensation bedeutet so viel als schauerliches Aussehen. Das muß der Schüler sich gut merken, denn nur auf diese Weise wird er mit Erfolg vorwärts kommen. Woraus besteht zweitens der Sensationsroman? fragen wir weiter.
Antwort: Aus Geheimnißvollem, Lieblichem, Gräßlichem und dem moralischen Schluß. Auf die Erzählung selbst kommt nicht viel an, wenn man nur dafür sorgt, daß Vornehme, Reiche und Adelige als vollendete Schurken und Schufte, die unteren Klassen dagegen edel und gut geschildert werden. Sonst mag das Volk den Roman nicht und der Koporteur-Verleger macht kein Geschäft. Dies bedenke der Schüler jederzeit.“

 Eine Auswahl der Kapitelüberschriften vermittelt einen Eindruck von Stindes parodistischer Leistung in diesem Genre:

„Der Fluch der entarteten Tochter. - Vom Tode erstanden. - Das Skelett im Souffleurkasten. - Der Lüstling. - Johanna, das Mädchen im Stahlpanzer. - Der Graf in der Poliklinik. - Julchen im Leichenkeller. - Der Kriminalrath. - Marinka in der Hand des Henkers. - Die vergiftete Brille. - Nemesis. - Die Rache des Theateragenten. - Das Diamantenstrumpfband. - Auf der Intendanz. - Der Großknecht. - Kein Erbarmen. - Die Köchin des Giftmischers. - Das tanzende Todtenbein. - Der Sieg der Unschuld. - Der einbeinige Wahnsinnige. - Liebe versöhnt.“

Auf den Umschlagseiten des dritten Koportageheftes gibt es einen Reklametext, der die Vorzüge des Romans im Stil der Kolportage anpreist:

„Ein Familien-Schatz im wahren Sinne des Wortes ist Emma, das gehimnißvolle Hausmädchen geworden. Nicht gelesen, nein, geradezu verschlungen wird Emma, sobald sie erscheint. Wo sie sich zeigt, empfindet Jung und alt, Hoch und Niedrig, daß sie allein berufen ist, einem nothgedrungenen Bedürfniss abzuhelfen. Nach Bildung schreit das Jahrhundert!! Aber taub waren die Ohren, blind die Sinne, erstarrt in ödem Schematismus derer, denen die Güter der Menschheit anvertraut wurden. Einsam gingen sie auf den unnahbaren Höhen der Zivilisation, ungehört verhallte der Jammer der Enterbten. Da ward es Tag, Licht, Glanz und Helle, die Glocken läuteten, eine neue Lehre zu verkünden, die Lösung aller bangen Fragen der Zeit in dem symbolischen Ausspruche: „Der durch sich selbst bestrafte Sieg der Unschuld über die Tugend.“ Wer diesen Gedanken voll und ganz versteht, dem ist kein Rätsel mehr verschlossen, der blickt klar von der Gegenwart in die Zukunft, im Vertrauen auf das innere Selbst, zielbewußt, unbeirrt das Panier der fortschreitenden Entwicklung hochhaltend. Die einfachste Köchin wird zum Uebermensch, der geringste Hausknecht zum Anhänger der Herrenmoral. Und dies Alles durch Emma, das geheimnißvolle Hausmädchen! Tausende von Anerkennungsschreiben liegen vor.“

## Stellung im schriftstellerischen Werk Stindes
Als Parodist und Polemiker war Stinde auch schon anderweitig literarisch hervorgetreten. Dieses Genre macht einen erheblichen Teil seiner Produktion aus. Es beginnt in seiner Hamburger Zeit (1863–1875) mit der Wagner-Parodie Lohengrün oder Elsche von Veerlann (Text leider verschollen), von der Theodor Gaedertz einen anschaulichen Bericht geliefert hat, wird fortgesetzt in den Opfern der Wissenschaft, in denen bedenkliche Entwicklungen in den Naturwissenschaften aufs Korn genommen werden, und gipfelt in dem Familiendrama Das Torfmoor, in dem Stinde die Naturalisten und ihre Abhängigkeit von nordischen und nietzscheschen Einflüssen parodiert und verhöhnt. Stinde selbst schrieb in einem autobiographischen Text: „Offen zu bekennen, daß ich Emma besonders liebe, wage ich nicht, obgleich Väter von ungezogenen Kindern mich verstehen und entschuldigen würden, denn gerade die haben es in sich.“

## Ausgaben
- Emma, das geheimnißvolle Hausmädchen oder Der durch sich selbst bestrafte Sieg der Unschuld über die Tugend. Historischer Dienstboten-Roman der Gegenwart. 5 Hefte, nach dem Vorbild der Koportageroman-Hefte gestaltet. Berlin: Batzenmacher, 1885–1896.
- Emma das geheimnisvolle Hausmädchen oder der Sieg der Tugend über die Schönheit. Parodistischer Kolportageroman. Mit schreckhaften Illustrationen von Hans Mützel. Berlin: Carl Freund 1904. 224 S. 13.–15. Tausend, Berlin: Brandussche Verlagshandlung, 1913.
- Emma, das geheimnisvolle Hausmädchen oder der Sieg der Tugend über die Schönheit. Parodistischer Kolportageroman. Mit schreckhaften Collagen von Titus. Neu herausgegeben von Gert Egert. Berlin 1972. 224 Seiten. 2. Auflage, Berlin: Edition der Zwei, 1974.